# ジョージアのトロリーバス

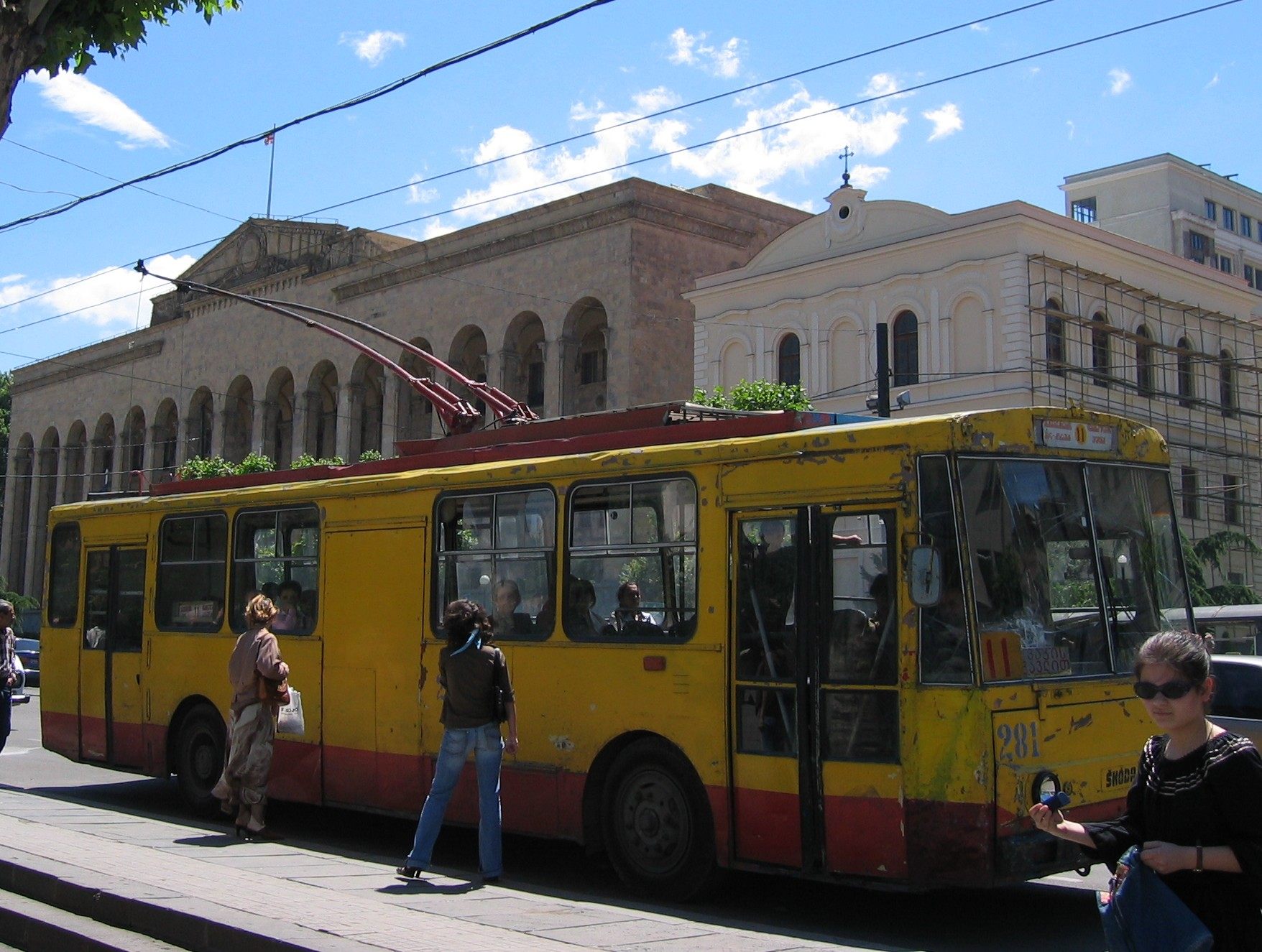
トビリシ・トロリーバス

この項目では、ジョージアに存在する、もしくは存在したトロリーバスについて解説する。2021年現在、ジョージア国内に残存するトロリーバス路線はアブハジアのスフミ・トロリーバス（スフミ）のみであり、それ以外の路線は施設の老朽化や相次ぐ停電、ミニバスなど他の公共交通機関との競合により全て廃止されている。
この項目ではアブハジアや南オセチアなど2021年時点でジョージアの主権が及んでいない地域の路線や、ソビエト連邦（ソ連）時代に廃止された路線についても併せて解説する。

## バトゥミ
ソビエト連邦（ソ連）時代の1978年11月6日に開通。最大3系統・営業キロ41 kmの路線網を有していたが、2005年までに全路線が廃止された。一方、同都市では2020年10月20日以降充電池に蓄積した電力で走行する電気バスの運行が実施されている。

## ゴリ

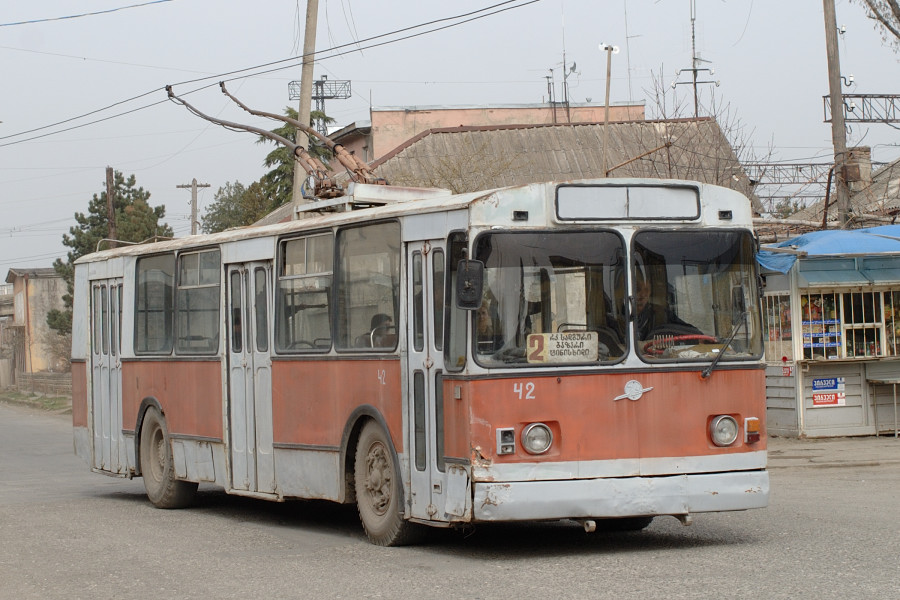
ゴリ・トロリーバス（2008年撮影）

ソ連時代の1972年に開通。スフミ・トロリーバスを除いてジョージアで最後に残るトロリーバス路線であったが2010年に廃止された。

## ズグディディ

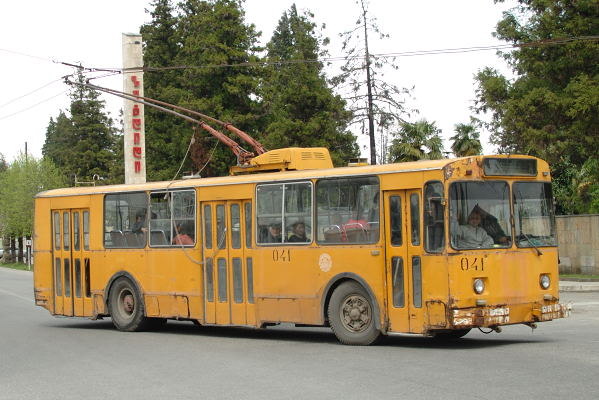
ズグディディ・トロリーバス（2009年撮影）

ソ連末期の1986年に開通したトロリーバス路線。2009年までに廃止された。

## クタイシ

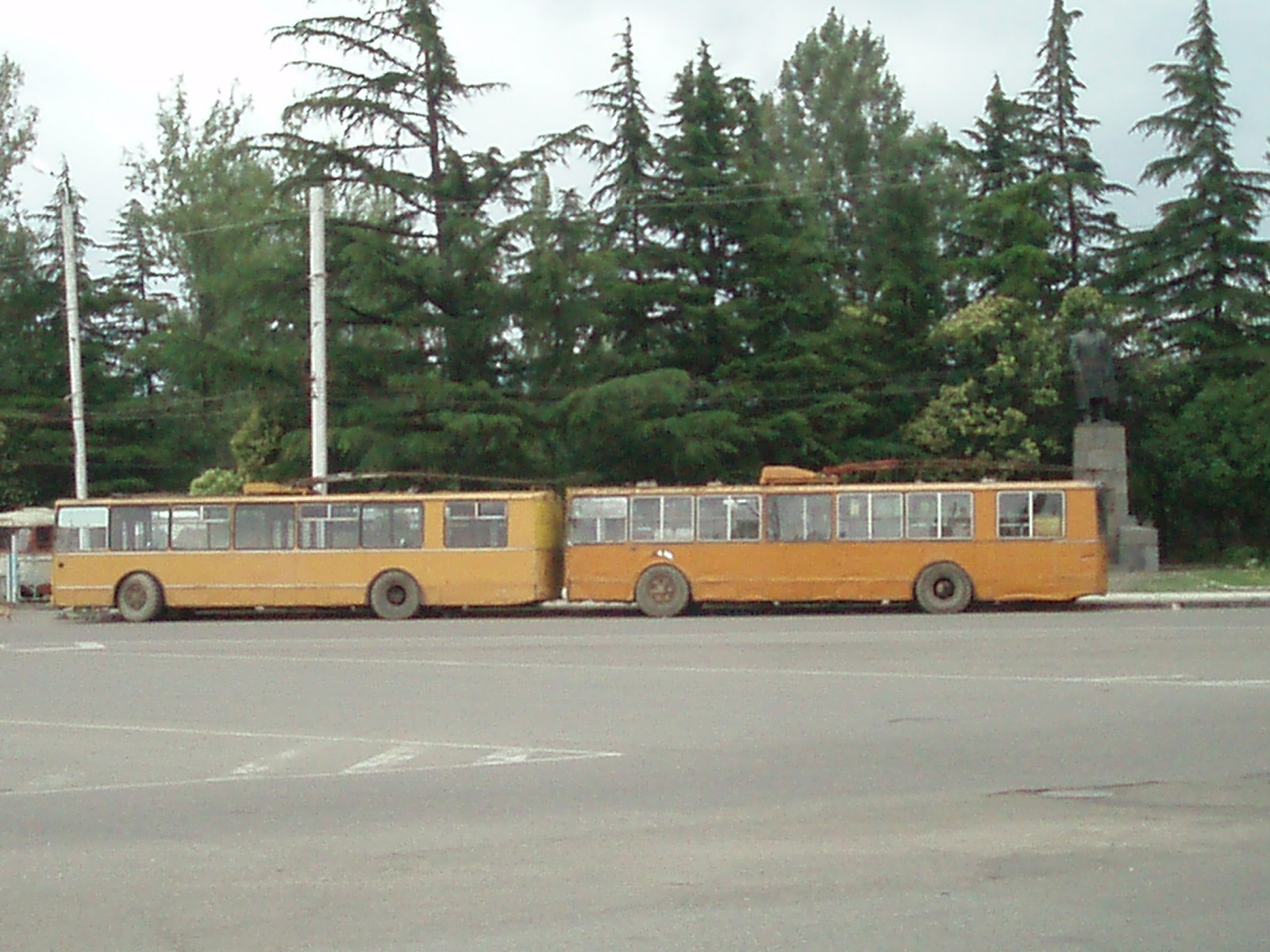
クタイシ・トロリーバス（2007年撮影）

ソ連時代の1949年に開通。最大10系統・営業キロ88 kmという大規模な路線網を有していたが、2009年までに全路線が廃止された。

## オズルゲティ
1980年に開通した路線。最大4系統の路線を有していたが、末期は老朽化が深刻な状況となり、2005年までに廃止された。

## ポティ
1981年に開通。2系統（1号線・2号線）を有し、そのうち1号線の全長12 kmはジョージア国内で最長のトロリーバス系統であった。アブハジア紛争で一時運航を余儀なくされながらもその後復旧が行われたが、経営難に加え相次ぐ停電や予備部品の不足などの理由から2005年までに廃止された。

## ルスタヴィ
1971年に開通。最大8系統・営業キロ49 kmの路線網を有していたが、2009年までに全区間が廃止された。また、これとは別に1992年には地元に工場を構えるルスタヴィ冶金工場（Руставском металлургическом комбинате）が労働者輸送用に独自のトロリーバス路線を建設する計画が立てられ、連接式トロリーバスの発注も行われたものの実現することはなかった。

## サムトレディア
1983年に開通。最大4系統・営業キロ23 kmの路線網を有していたものの、停電や経営難などが要因となり1999年までに2系統へと減少し、翌2000年に全区間の営業が停止した。架線や車両の撤去が完了したのは2004年である。

## トビリシ

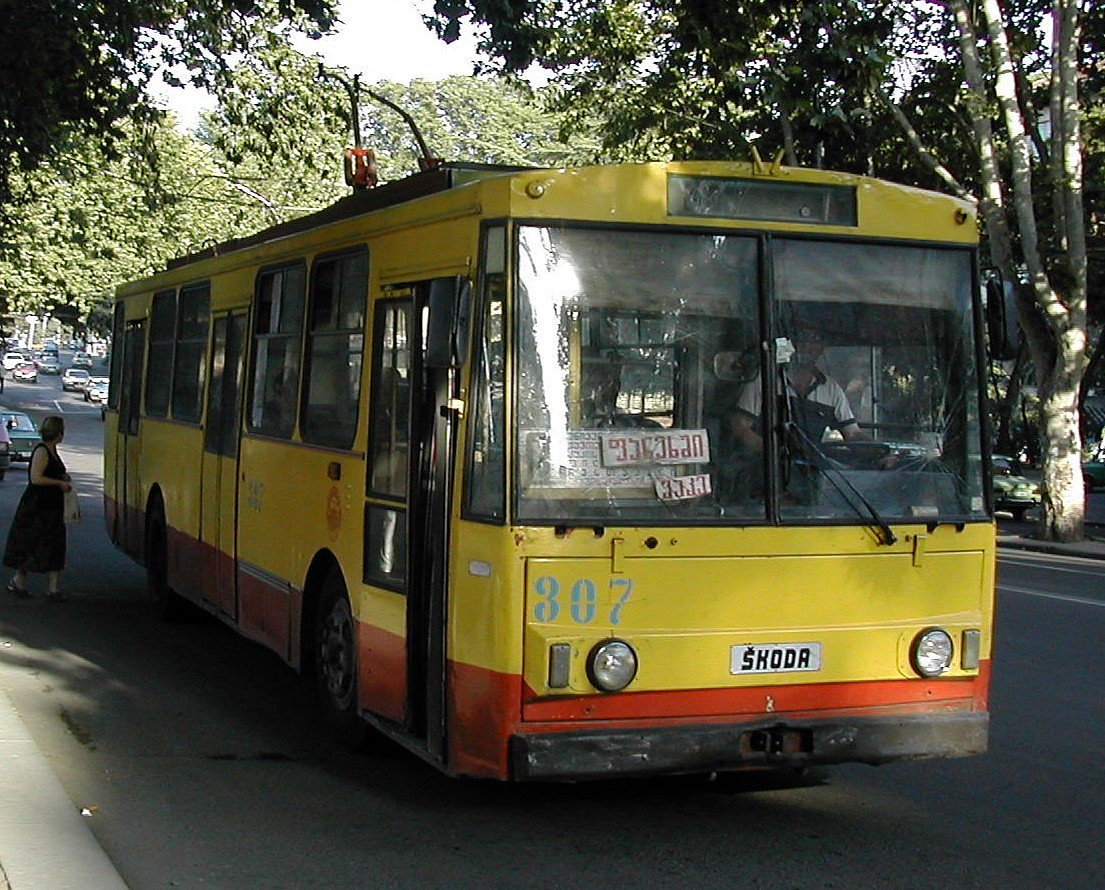
トビリシ・トロリーバス（2002年撮影）

ジョージアの首都・トビリシ市内のトロリーバス。ソ連でも最初期となる1937年4月に開通した路線で、最大営業キロは221 kmを記録していたが、ソビエト連邦の崩壊後は施設や車両の更新が進まず、停電も相次いだ事もあって利用客や路線網の減少が続き、2004年時点で4系統を残すのみとなった。全区間が廃止されたのは2006年12月4日である。

## チアトゥラ
ソ連時代の1967年に開通した路線。中央広場から隣接するサチヘレを結ぶ路線を有していたが、2009年の夏季までに廃止された。

## ツヒンヴァリ
南オセチア最大の都市であるツヒンヴァリに存在したトロリーバス。ソ連時代の1982年に開通したが、南オセチア紛争の影響により1990年に廃止された。

## スフミ

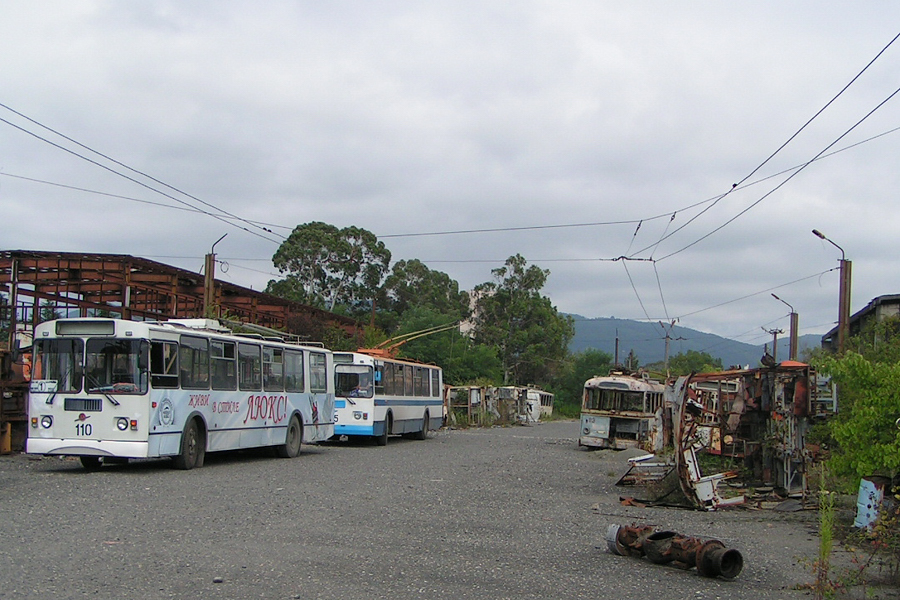
スフミ・トロリーバス（2006年撮影）

アブハジア最大の都市であるスフミ市内のトロリーバス。1968年から営業を開始し、2021年現在は3系統が存在する。

## 一覧
| ジョージア トロリーバス一覧 | ジョージア トロリーバス一覧  | ジョージア トロリーバス一覧 | ジョージア トロリーバス一覧 | ジョージア トロリーバス一覧        |
| 都市                        | トロリーバス                 | 開通年                      | 廃止年                      | 備考                               |
| --------------------------- | ---------------------------- | --------------------------- | --------------------------- | ---------------------------------- |
| バトゥミ                    | バトゥミ・トロリーバス       | 1978年                      | 2005年                      |                                    |
| ゴリ                        | ゴリ・トロリーバス           | 1972年                      | 2010年                      |                                    |
| ズグディディ                | ズグディディ・トロリーバス   | 1986年                      | 2009年                      |                                    |
| クタイシ                    | クタイシ・トロリーバス       | 1949年                      | 2009年                      |                                    |
| オズルゲティ                | オズルゲティ・トロリーバス   | 1980年                      | 2006年                      |                                    |
| ポティ                      | ポティ・トロリーバス         | 1981年                      | 2005年                      |                                    |
| ルスタヴィ                  | ルスタヴィ・トロリーバス     | 1971年                      | 2009年                      |                                    |
| サムトレディア              | サムトレディア・トロリーバス | 1983年                      | 2000年                      | 施設や車両の撤去は2004年までに完了 |
| トビリシ                    | トビリシ・トロリーバス       | 1937年                      | 2006年                      |                                    |
| チアトゥラ                  | チアトゥラ・トロリーバス     | 1967年                      | 2009年                      |                                    |
| ツヒンヴァリ                | ツヒンヴァリ・トロリーバス   | 1982年                      | 1990年                      | ソビエト連邦時代に廃止             |
| スフミ                      | スフミ・トロリーバス         | 1968年                      | 現役                        |                                    |